# Guglielmo d'Este
Guglielmo d'Este (XI secolo – Pavia, 1104) è stato un vescovo cattolico italiano.

## Biografia
Era fratello di Matilda, che sposò in terze nozze Alberto Azzo II d'Este, primo della casata degli Obertenghi della linea dei marchesi d'Este.
Eletto vescovo di Pavia nel 1068, nel 1100 seguì l'arcivescovo di Milano Anselmo nella crociata del 1101 in Oriente. In seguito al fallimento della spedizione, composta da lombardi, tornò in patria e morì nel 1104.